# Magda Logomer
Magda Logomer, även kallad Heruczina, född 1706, var en kroatisk klok gumma. 
Hon var föremål för den sista häxprocessen i Kroatien 1758. Hon blev frikänd, och hennes fall anses vara det precedensfall som stoppade häxprocesserna i Kroatien. 